# Bohuslavita
La bohuslavita és un mineral de la classe dels fosfats. Rep el nom en honor del mineralogista i geòleg txec Bohuslav Fojt, per les seves contribucions a la mineralogia i la geologia econòmica.

## Característiques
La bohuslavita és un fosfat de fórmula química Fe3+₄(PO₄)₃(SO₄)(OH)·nH₂O. Va ser aprovada com a espècie vàlida per l'Associació Mineralògica Internacional l'any 2019, sent publicada per primera vegada el mateix any. Cristal·litza en el sistema triclínic.
Les mostres que van servir per a determinar l'espècie, el que es coneix com a material tipus, es troben conservades a les col·leccions del Museu d'Història Natural de la Universitat de Pisa (Itàlia), amb el número de catàleg: 19899 (buca della vena); a les col·leccions del departament de mineralogia i petrologia del Museu Nacional de Praga, a la República Txeca, amb el número de catàleg: p1p 1/2018; i al Museu d'Història Natural del Comtat de Los Angeles, a Los Angeles (Califòrnia) amb el número de catàleg: 66768.

## Formació i jaciments
Va ser descrita a partir de les mostres obtingudes a dos indrets: la mina Buca della Vena, a Stazzema (Toscana, Itàlia), i a Horní Město, al districte de Bruntál (Regió de Moràvia i Silèsia, Txèquia). També ha estat trobada en un tercer indret: la mina Jeremias Glück, situada a la localitat de Garnsdorf (Turíngia, Alemanya).